# Le crime ne paie pas
Le crime ne paie pas is een Frans-Italiaanse anthologiefilm van Gérard Oury die werd uitgebracht in 1962.
De vier episodes van deze anthologiefilm zijn verfilmingen van stripverhalen van Paul Gordeaux. Deze werden op hun beurt geïnspireerd door de korteverhalenbundel Chroniques italiennes (1855) van Stendhal.

## Le Masque

### Samenvatting
Venetië, 15e eeuw. Hertogin Dona Lucrezia ontdekt dat haar minnaar, ridder Grimaldi, haar ontrouw is. Ziedend van woede laat ze hem ombrengen. Haar rivaal, Antonella, een van haar hofdames, zint op wraak.

### Rolverdeling
| Acteur             | Personage                                  |
| ------------------ | ------------------------------------------ |
| Edwige Feuillère   | hertogin Dona Lucrezia                     |
| Rosanna Schiaffino | Francesca Sabelli                          |
| Laura Efrikian     | Antonella, de dienstmeid                   |
| Rina Morelli       | Teresa, de vertrouwelinge                  |
| Gino Cervi         | de inquisiteur, de broer van de hertogin   |
| Gabriele Ferzetti  | Angelo Giraldi, de minnaar van de hertogin |
| Serge Lifar        | de Chinese knecht                          |

## L'Affaire Hugues

### Samenvatting
Tweede helft 19e eeuw. Deze episode is gebaseerd op een waargebeurde geschiedenis. De reputatie van Jeanne Hugues, de echtgenote van het parlementslid Clovis Hugues, wordt door het slijk gehaald. Valse getuigen beweren dat ze er een minnaar op nahoudt. 

### Rolverdeling
| Acteur           | Personage             |
| ---------------- | --------------------- |
| Michèle Morgan   | Jeanne Hugues         |
| Marie Daëms      | Clémence Bonnet       |
| Lucienne Bogaert | mevrouw Lenormand     |
| Philippe Noiret  | Clovis Hugues         |
| Jean Servais     | Ernest Vaughan        |
| Claude Cerval    | Morin                 |
| Pierre Mondy     | Clerget, de detective |
| Franck Villard   | meneer Lenormand      |

## L'Affaire Fenayrou

### Samenvatting
Begin 20e eeuw. De jonge Gabrielle Fenayrou krijgt haar man zover haar minnaar te vermoorden. Vervolgens slaagt ze erin haar man te doen veroordelen voor moord. Dan pas kan ze samen zijn met een derde man.

### Rolverdeling
| Acteur             | Personage          |
| ------------------ | ------------------ |
| Annie Girardot     | Gabrielle Fenayrou |
| Pierre Brasseur    | Martin Fenayrou    |
| Christian Marquand | Louis Aubert       |
| Paul Guers         | dokter Mathieu     |
| Christian Lude     | de commissaris     |

## L'Homme de l'avenue

### Samenvatting
Het heden. Pierre Marsais verlaat een filmzaal waar hij net de drie vorige segmenten heeft gezien. Hij wordt omvergereden door kolonel Roberts. Marsais overlijdt ter plaatse. Roberts wil de weduwe op de hoogte brengen van het dodelijk ongeval. Hij ontdekt dat het slachtoffer zijn vrouw wilde doden.  

### Rolverdeling
| Acteur            | Personage                      |
| ----------------- | ------------------------------ |
| Danielle Darrieux | Lucienne Marsais               |
| Louis de Funès    | de barman van de Blue Bar      |
| Perrette Pradier  | Hélène                         |
| Annick Allières   | de kamermeid                   |
| Richard Todd      | Roberts William, de officier   |
| Raymond Loyer     | Philippe 'Pierre' Marsais      |
| Christian Marin   | de commissaris                 |
| Michael Lonsdale  | de bediende van het lijkenhuis |